# دهستان نصار
دهستان نصار نام دهستانی در بخش اروندکنار شهرستان آبادان، استان خوزستان در ایران است. براساس سرشماری عمومی نفوس و مسکن (۱۳۹۵) ، جمعیت آن ۵۵۸۵نفر (۱۵۹۰ خانوار) بوده‌است. اولین بار قبیله ی نصار در سال ۱۱۴۴ خورشیدی از قبان به این نقطه مهاجرت کردند و این دهستان را همره با اروندکنار(قصبة النصار) برپا نمودند. این دهستان شامل ۳۳ نهر می‌باشد که در زمان قاجار مرکزیت این دهستان در نهر عوج آلبوصید بود که وکیل بني کعب بنام شیخ فیصل بن اعقیب در این نهر میزیست ولی اکنون مرکز این دهستان نهر سعدونی می‌باشد.اولین مسجد این دهستان در نهر مسجد حدودا سال ۱۲۳۰ خورشیدی بنا گردید و اولین حسینیه در نهر ناصر در حوالی همان سالها ساخته شد.این دهستان شاهد جنگهایی بسیار بار کویت و انگلیس و عثمانی و منتفق و البوکاسب بوده.